# Confédération Française de l'Encadrement - Confédération Générale des Cadres
Confédération Française de l'Encadrement - Confédération Générale des Cadres (CFE-CGC) är en av de största fackliga centralorganisationerna i Frankrike. Den bildades 1944 och organiserar endast anställda med högre utbildning samt chefer och verkställande direktörer. CFE-CGC är resultatet av en ihopslagning av flera tidigare fackföreningar för ingenjörer.